# البابا بيوس الثاني عشر والهولوكوست

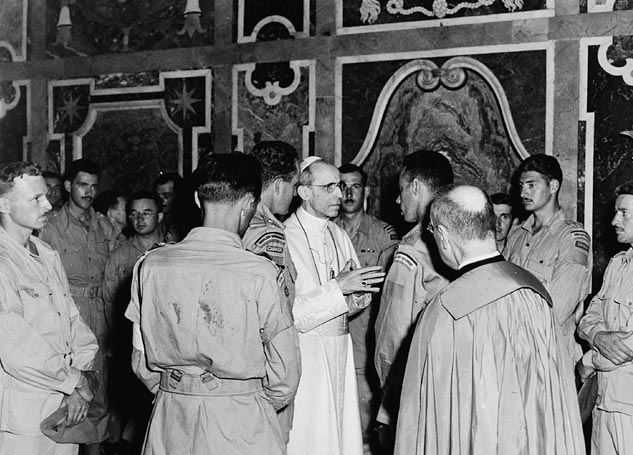
أعضاء من فوج الملكي الكندي مع البابا بيوس الثاني عشر، في أعقاب تحرير روما عام 1944.

وقعت حبرية البابا بيوس الثاني عشر في وقت الحرب العالمية الثانية والهولوكوست، والتي شهدت القتل الجماعي لستة ملايين يهودي، إضافةً إلى خمسة ملايين من الغجر والمعاقين والمعارضين السياسيين وغيرهم على يد النظام النازي (الرايخ الثالث) بزعامة أدولف هتلر والمتواطئين معه. استخدم البابا بيوس الثاني عشر الدبلوماسية لمساعدة ضحايا النازيين خلال الحرب، ومن خلال توجيه كنيسته لتقديم مساعدات سرية لليهود وغيرهم، حيث أنقذ مئات الآلاف من الأرواح. وحافظ البابا بيوس الثاني عشر على صلاته مع المقاومة الألمانية ضد النازية، وتقاسم المعلومات مع الحلفاء. إلا أن أقوى إدانته العامة للإبادة الجماعية كانت تعتبر غير كافية من قبل قوات الحلفاء، في حين نظر النازيون إليه باعتباره متعاطفًا مع الحلفاء الذين فقدوا سياسته لحياد الفاتيكان. وأشاد المجتمع اليهودي في روما بجهود البابا لحماية اليهود، وقد أجرى المؤرخ الإسرائيلي بينكاس لبيد مقابلة مع الناجين من الحرب، وخلص إلى أن بيوس الثاني عشر «كان له دور أساسي في إنقاذ 700,000 يهودي على الأقل، ولكن ربما يصل الرقم إلى 860,000 يهودي تم انقاذهم من الموت المؤكد بين أيدي النازيين». وأشاد القادة اليهود لعمل بيوس الثاني عشر في إنقاذ الآلاف من اليهود، من بينهم العالم ألبرت أينشتاين، وغولدا مئير، وموشيه شاريت، والحاخام الأكبر اسحق هليفي هيرزوغ.
وقد اتهم بعض النقاد بعد الحرب البابا بيوس الثاني عشر إما بالحذر المفرط، أو «بعدم القيام بما يكفي»، أو حتى «الصمت» في مواجهة الهولوكوست. وغالباً ما يُشار إلى خوف بيوس الثاني عشر من الأعمال الانتقامية ضد «الكاثوليك غير الآريين» أو «اليهود المتحولين إلى الكاثوليكة» كدافع له لعدم التحدث ضد الهولوكوست علناً. ومع ذلك، فقد اعتقد أنصاره أنه أنقذ الآلاف، إن لم يكن عشرات أو مئات الآلاف من اليهود عن طريق طلب كنيسته لتزويدهم بالملجأ والمساعدات، وأنه قدم قيادة أخلاقية وفكرية في مواجهة العنصرية العنيفة للأيديولوجية النازية. كان بيوس الثاني عشر قد شغل منصب دبلوماسي في الفاتيكان في ألمانيا قبل الحرب وكوزير للدولة في الفاتيكان في عهد بيوس الحادي عشر. وبهذه الصفة، كان ناقدًا للنازية وساعد في صياغة المنشور الدوري المناهض للنازية الصادر عام 1937. في رسالته البابوية الرعوية الأولى عام 1939، أعرب بيوس الثاني عشر عن استيائه من غزو بولندا عام 1939. وكرر التعليم الكاثوليكي ضد العنصرية ومعاداة السامية؛ وأيد المقاومة ضد أولئك الذين يعارضون المبادئ الأخلاقية لـ«الوحي على سيناء» والعظة على الجبل. في عيد الميلاد من عام 1942، عندما ظهر دليل على ذبح اليهود الجماعي، أعرب البابا عن قلقه من قتل «لمئات الآلاف» من الناس «العدماء» بسبب «جنسيتهم أو عرقهم». وتدخّل بيوس الثاني عشر لمحاولة منع الترحيل النازي لليهود في مختلف البلدان من عام 1942 إلى عام 1944. ويؤكد عدد من المصادر على العديد من نشاطات الإنقاذ التي قامت بها الكنيسة الكاثوليكية لمساعدة اليهود، وتشير إلى العديد من الحالات التي تدخل فيها البابا بيوس الثاني عشر بذاته للتشجيع على المساعدة وإنقاذ اليهود.  وعند وفاته في عام 1958، أشاد وزير الخارجية الإسرائيلي وقادة العالم الآخرين ببيوس الثاني عشر. لكن إصراره على حياد الفاتيكان وتجنب تسمية النازيين كأشرار للصراع أصبح أساسًا للنقد المعاصر واللاحق من بعض الأوساط وتستمر دراسات أرشيف الفاتيكان والمراسلات الدبلوماسية الدولية.